# Sericosema macdunnoughi
Sericosema macdunnoughi är en fjärilsart som beskrevs av Frederick H. Rindge 1950. Sericosema macdunnoughi ingår i släktet Sericosema och familjen mätare. Inga underarter finns listade i Catalogue of Life.